# Chupkaornis keraorum
Chupkaornis keraorum — викопний вид водоплавних птахів ряду Гесперорнісоподібні (Hesperornithiformes), що існував у пізній крейді.

## Етимологія
Родова назва Chupkaornis складається з айнівського слова «чупка», що означає «східний», та грецького «орніс» — «птах». Видова назва keraorum дана на честь братів Масатоші та Ясудзі Кера, що знайшли рештки птаха.

## Скам'янілості
Вид описаний по рештках, що знайдені у відкладеннях формації Кашіма поблизу міста Мікаса на острові Хокайдо на півночі Японії. Рештки знайшли два брати на березі водосховища Кацуразава поблизу скель Кумао. Брати віднесли кістки у Міський музей Мікаси. Голотип включає частковий скелет однієї особи, що містить чотири шийні і два грудних хребця, дистальні кінці лівої та правої стегнової кістки, а також середня частина правої цівки. Вид описала команда японських палеонтологів у складі Томонорі Танака, Йосіцугу Кобаяші, Кенічі Куріхара, Ентоні Фіорілло та Манабу Кано. Палеонтологи ідентифікували птаха як представника гесперорнісоподібних. Це перший представник ряду, що виявлений в Японії, і одночасно найдавніший гесперорнісоподібний взагалі.